# Campovassouria
Campovassouria é um género botânico pertencente à família Asteraceae.